# Laihaluoto (ö i Södra Savolax)
Laihaluoto är en ö i Finland. Den ligger i sjön Pihlajavesi och i kommunen Puumala i den ekonomiska regionen  S:t Michel och landskapet Södra Savolax, i den södra delen av landet, 250 km nordost om huvudstaden Helsingfors. Öns area är 1 hektar och dess största längd är 270 meter i sydöst-nordvästlig riktning.